# Ameridion lathropi
Ameridion lathropi là một loài nhện trong họ Theridiidae.
Loài này thuộc chi Ameridion. Ameridion lathropi được Herbert Walter Levi miêu tả năm 1959.